# 강성우 (성우)
강성우(1990년 12월 31일 ~ )는 대한민국의 성우로, 2018년 CJ ENM 성우극회 공채 10기로 입사했다.

## 약력
- 육군 중위 만기전역(학군 51기)

## 출연작

### 애니메이션
- 귀멸의 칼날 - 규타로
- 4주 애인 - 각종 단역
- 건담 빌드 다이버즈 Re:RISE - 시도 마사키, 다이버A
- 그날 본 꽃의 이름을 우리는 아직 모른다 - 야도미 진타
- 그녀가 공작저로 가야 했던 사정 - 노아 벌스테어 윈나이트
- 나루토 질풍전 10기
- 신비아파트: 고스트볼X의 탄생 두 번째 이야기 - 태우, 각귀, 입질쟁이 외 각종 단역
- 신비아파트 고스트볼 더블X - 파르켈, 강시, 뉴스앵커 외 각종 단역
- 신비아파트 고스트볼Z: 귀도퇴마사 - 지훈
- 보노보노 - 피포, 푸르딩맨
- 도깨비언덕에 왜 왔니? - 귀아
- 레고 드림즈 - 쿠퍼
- 레이튼 미스테리의 탐정사무소 - 노아 몬틀
- 전설의 마법 쿠루쿠루 - 쿠로코
- 명탐정 코난 16기, 17기 - 각종 단역
- 명탐정 코난 18기 - 최성민, 가면 사나이, 성근철 외 각종 단역
- 미피의 모험 - 사파리 안내원
- 바쿠간 배틀 플래닛 - 라이트닝, 이, 모우, 부하2
- 배틀 마블리언즈 - 담임선생님
- 벅스봇 이그니션 - 노아, 장수풍뎅이A
- 보루토 - 쿠로야기 타요리, 하구루마, 타케토리 호유키 외 각종 단역
- 뿌까 - 브루스, 다다
- 스파이 패밀리 - 키스 케플러
- 요괴워치 - 땅거미
- 요괴워치 섀도사이드 - 백멍이
- 카드캡터 체리 - 단역
- 짱구는 못말려 - 단역
- 웰컴투 정글스쿨 - 조아랑
- 디지몬 고스트 게임 (재능TV) - 퍼펫몬
- 지구의 주인은 고양이다 (KBS) - 나비, 삐뽀

### 극장판 애니메이션
- 극장판 귀멸의 칼날: 무한열차편 - 병약남, 토미오카 기유
- 극장판 요괴워치 섀도사이드: 도깨비왕의 부활 - 백멍이, 동결
- 극장판 짱구는 못말려: 신혼여행 허리케인 사라진 아빠 - 그레이트 피켈, 뿅식이
- 극장판 짱구는 못말려: 수수께끼! 꽃피는 천하떡잎학교 - 유일등
- 신비아파트 극장판 차원도깨비와 7개의 세계 - 자간시
- 극장판 포켓몬스터 정글의 아이 코코 - 플라이곤
- 명탐정 코난: 100만 달러의 오릉성 - 오키타 소시

### 특촬물
- 미라클 멜로디 (투니버스) - 피카송
- 퓨어엔젤 미라클 매직 (투니버스) - 담임 선생님, 마루
- 파워레인저 붐붐포스 (대원방송) - 한별(트레인 1호)

### 게임
- 디아블로 4
- 그랑사가 - 니콜라오
- 다시 그리는 시간 - 한멜, 정재한
- 붕괴:스타레일 - 선데이
- 원신 - 키니치
- 카운터사이드 - 리 더포, 최강산
- 카운터 스트라이크 온라인 - 로이

### OST
- 요괴워치 섀도사이드 오프닝 - 때를 기다리자